# Романько Валерій Іванович
Романько Валерій Іванович (20 січня 1952) — педагог, краєзнавець, письменник, журналіст, громадський діяч, голова Донецької обласної організації Національної спілки краєзнавців України. Член НТШ (Донецьке відділення Наукового Товариства імені Шевченка).

## Біографія
Народився 20 січня 1952 року в селі Журавка Красноармійського району Донецької області. 
Батько - Романько Іван Павлович, учасник Другої світової війни, відзначений бойовими нагородами. Працював головним механіком автобази "Селидіввугілля",   кріпильником шахти №3 «Новогродівка». 
Мати - Романько Антоніна Петрівна, домогосподарка (виховувала трьох дітей), згодом працювала в колгоспі ім.Фрунзе Красноармійського району. 

### Освіта
- Донецький державний університет (денна форма навчання) філологічний факультет (1969-1974), отримав спеціальність «філолог, викладач російської мови та літератури»;
- Донецький державний університет, (заочна форма навчання) філологічний факультет (1995-1997), отримав спеціальність «учитель української мови та літератури».

### Трудова діяльність
- с. Новотроїцьке Красноармійського району Донецької області: учитель, організатор позакласної та позашкільної виховної роботи, директор школи (1974-1987);
- м. Слов’янськ Донецької області: асистент (1987), старший викладач (1987-1992), доцент Донбаського державного педагогічного університету (1992-2022).

### Наукові звання
кандидат педагогічних наук. Тема дисертації «Літературне краєзнавство в системі роботи вчителя-словесника», захищена в Інституті педагогіки НАН України (1992 р., м. Київ) під керівництвом докт. пед. наук, професора, академіка О.Р. Мазуркевича.

### Участь у творчих спілках, наукових товариствах
- член Національної спілки краєзнавців України з 1990 року; 
- член Національної спілки журналістів України з 1994 року; 
- член Національної спілки письменників України з 2005 року;
- член Донецького відділення Наукового товариства ім. Т.Г. Шевченка з 2005 року.

## Громадська робота
- депутат Новотроїцької сільської ради; 
- громадський кореспондент міськрайонної газети «Маяк» (м. Красноармійськ) – 1969-1985 рр.;
- голова районної Ради молодих учителів при Красноармійському райкомі ЛКСМ України – 1975-1980 рр.;
- голова Слов’янської міськрайонної краєзнавчої організації – 1991-2003 рр.; 
- головний редактор альманаху «Відродження» (м. Слов’янськ, №1, 1993 рр.);
- головний редактор обласного альманаху «Рідний край» (м. Донецьк, №1,2-3, №4; 1994-1997 рр.);
- голова Донецької обласної організації Національної спілки краєзнавців України з 2003 року;
- керівник літературного об’єднання ім. В.Сосюри при Донбаському державному педагогічному університеті;
- голова комісії з декомунізації (перейменування вулиць, провулків, площ) при Слов’янській міській раді (з червня 2015 року);
- голова Консультативної ради краєзнавців при управлінні культури і туризму Донецької обласної державної адміністрації з 15.03.2016 року;
- головний редактор газети «Педагог» при Донбаському державному педагогічному університеті (з 2005 року);
- заступник голови оргкомітету з відзначення 200-річчя від дня народження Т.Г.Шевченка при Слов’янській міській раді (2014);
- заступник голови оргкомітету з підготовки та відзначення 200-річчя від дня народження М.М.Петренка при Слов’янській міській раді (з серпня 2016 року);
- член Вченої ради філологічного факультету Слов’янського педуніверситету (1985-2010 рр.);
- член Наукової ради КЗ «Державний історико-архітектурний заповідник у м. Святогірську» з 2015 року);
- член ревізійної комісії Національної спілки письменників України (обраний у склад комісії на 7 з’їзді письменників України (29.11.2014, м. Київ).
- голова ГО "Донецьке земляцтво у Львові" (з 26.09.2022 р.)

## Відзнаки
- Почесна грамота Міністерства сільського господарства Калмицької АР (1973);
- звання «Почесний краєзнавець України» (1993);
- регіональна літературна премія ім. Володимира Сосюри (1995);
- Нагрудний знак «Відмінник освіти України» (2001); 
- обласна премія газети «Донеччина» «Плекаймо рідну мову» (2001);
- звання «Почесний краєзнавець Донеччини» (2004);
- регіональна літературна премія ім. Віктора Шутова (2008);
- Почесна грамота Президії Національної академії наук України (2008);
- лауреат Загальнослобожанської літературно-мистецької премії ім. Михайла Петренка (2012); 
- Золота медаль української журналістики (2012);
- регіональна літературна премія ім. Микити Чернявського (2012);
- "Золота медаль української журналістики" (2012) - від НСЖУ;
- лауреат Всеукраїнської краєзнавчої премії ім. П.Т.Тронька (2014);
- ювілейна медаль «Т.Г.Шевченко. 200 років з дня народження» (2014);
- лауреат Всеукраїнської літер.-мистецької і краєзн. премії ім. Петра Василенка (2015);
- Почесна Грамота Верховної Ради України (2016);
- лауреат Всеук. премії ім. Д.Яворницького (2017);
- цінний подарнок (наручний годинник) від голови Донецької ОДА (2019);
- відзнака МОН України — нагрудний знак «Василь Сухомлинський» (2020); 
- медаль "Почесна відзнака" (2022) - від НСПУ; 
- дві Грамоти Національної спілки журналістів України; 
- три Грамоти Донецької обласної організації Національної спілки журналістів України;
- сім грамот від Донецького обласного управління культури і туризму; 
- близько 20-ти грамот і подяк Слов’янської міської ради та міського відділу культури;
- близько 10 грамот і подяк Донбаського державного педагогічного університету.
Переможець та дипломант конкурсів
- диплом ІІІ ступеня у Всеукраїнському конкурсі «Українська мова – мова єднання» (м. Одеса, 2008) за книги «Володимир Сосюра і українська мова» та «Василь Стус і Слов’янщина»;
-  спеціальний диплом лауреата на регіональному фестивалі «Книга Донбасу – 2006» (м. Донецьк, 2006) за книгу«Література Донецького краю»;
- переможець регіонального конкурсу «Книга Донбасу – 2012», диплом І ступеня у номінації «Культура і мистецтво» (м. Донецьк, 2012) за книгу «Слов’янськ літературний: перша пол. ХІХ – поч. ХХІ ст.»;
- переможець Всеукраїнського конкурсу «Українська мова – мова єднання» (м. Одеса, 2014) – диплом І ступеня за поетично-краєзнавче видання «Кобзар у пам'яті слов’янців»; 
- лауреат Всеукраїнського конкурсу «Українська мова – мова єднання» (м. Одеса, 2016) – за дослідницьку книгу краєзнавчого характеру «З історії вшанування Т.Г. Шевченка у Слов’янську»; 
- двічі визнавався «Кращим викладачем Слов’янського державного педагогічного університету» (2006, 2009), представляв Слов’янський ВНЗ на обласному конкурсі викладачів ВНЗ Донецької області;
- визнаний «Людиною року» у номінації «Кращий краєзнавець» у місті Слов’янську (рішення виконкому Слов’янської міськради, 2013).
Автор проектів
- меморіальна дошка Володимиру Сосюрі у м. Слов’янську, будівля педуніверситету, вул. Університетська (колишня вул. Леніна), № 12.
- нагрудний знак і звання «Почесний краєзнавець Донеччини» (спільно із І.О.Зоцем) (автор ідеї, замовники знаків за власні кошти);
- Загальнослобожанська премія ім. М.Петренка (засновник, автор ідеї з 2012 р., з 2015 р. – спільно із М.І.Шакіним (м. Харків) та В.Є.Антоненком (м. Слов’янськ);
- нагрудний знак «Михайло Петренко. 1817-1862» (знак виготовив за власні кошти, проект знака - у співавторстві із О.К.Роговим);
- пам’ятний знак на місці колишньої садиби батьків М.Петренка (р-н Черевківки м. Слов’янськ, у співавторстві з групою краєзнавців).

## Друковані видання
Автор близько 30 окремих видань, понад 1000 публіцистичних, науково-популярних, методичних, наукових статей у газетах, журналах, збірниках. Є автором чималої кількості рецензій, передмов до поетичних та прозових творів авторів-земляків, альманахів, краєзнавчих видань. 
Розпочав видання «Вибрані твори» у 12 томах (видано томи І, ІІ, ІІІ, IV, VI). 

### Підручники, посібники
1.1. Література донецького краю:  Навчальний посібник /Відп. ред. проф. В.А.Глущенко. – Донецьк: НСПУ, ж. «Донбас», 2006. – 264 с. (Рекомендовано до друку рішенням Вченої ради Слов’янського держ. педагог. університету. Протокол № 6 від 16.02.2006 р.).  Видано Гриф Міністерства освіти України як навчальний посібник - лист МОН України №1/11-8808 от 22.09.2010 г. 
2. Посібники, підручники, затверджені рішенням вченої ради Слов’янського державного педагогічного інституту – Донбаського державного педагогічного університету:
2.1. Русские писатели и Донбасс: Метод. рекомендации к литер.-краеведч. материалу. – Славянск, 1990. – 43 с. (2,75 др. арк.)
2.2. Література рідного краю: Навч. посібник. – Донецьк, 1995. – 113 с. – (7,6 др. арк.) – 5 тис. прим.
2.3. Захисник і пропагандист рідного слова: Володимир Сосюра і українська мова. – Навч. посібник. - Слов’янськ,  1998. – 39 с. (2,45 др. арк.)
2.4. Пушкин и донецкий край: реальность и вымысел: Уч. пособие. – Донецк: НСПУ, ж. „Донбас”. - 1999. – 44 с. (2,75 др. арк.)
2.5. Освідчення в любові Станіслава Жуковського: Літер.-крит. нарис. – Донецьк: Нац. спілка письменників України, ж. „Донбас”, 2001. – 74 с. (Серія „Письменники-земляки”). (2,34 др. арк.)
2.6. Основи журналістики: Навч. посібник. – Слов’янськ: СДПІ. – 2002. – 108с. (в співавторстві) (6,75 др. арк.)
2.7. Сосюра у Слов’янську: Літер.-краєзн. нарис. – Слов’янськ: ПП „Канцлер”, 2003. – 56 с. (3,5 др. арк.)
2.8.  Іван Костиря – дітям: Літер.-крит. нарис. – Слов’янськ: ПП „Канцлер”, 2004. – 112с. (Серія „Письменники-земляки”) . (7 др. арк.).
2.9. Чехов и Донбасс: личные и творческие связи: Литер.-краеведч. издание. – Славянск: ЧП «Канцлер», 2004. – 112 с. (8,75 др. арк.).
2.10. Василь Стус і Слов’янщина: Зб. матеріалів. – Слов’янськ: «Вид-во «Маторін Б.І.», 2007. – 47 с., іл. (3,25 др. арк., 100 прим.).
2.11. Слов’янськ літературний: перша пол. ХІХ – поч. ХХІ ст.: Літературні портрети та хрестоматійний матеріал. – Слов’янськ: Видавець Маторін Б.І., 2011 (2-е вид. 2016 р.)
2.12. Грицько Пилипович Бойко. Життя та творчість: Навч. посібник. – Слов’янськ: Вид-во Б.І.Маторіна. – 2014. – 100 с.

### Краєзнавчі видання
3.1. Вони пропагують слово поета: Лауреати премії імені Володимира Сосюри. – /Відп. за вип. Л.О.Новакова. -  Донецьк: ДонОДУНБ ім. Н.К.Крупської, 1998. – 14 с. 
3.2. «Плекаймо рідну мову: Лауреати премії газети «Донеччина: Довідник /Відп. ред. Зоц І. – Слов’янськ: СДПУ, 2006. – 36 с. (2,25 др. арк.)
3.3.  Село Журавка на Донеччині: історія, люди, події: Історико-краєзн. нарис. – Слов’янськ: «Вид-во «Маторін Б.І.», 2008. -150 с., іл. (9,5 др. арк.)
3.4. Я твій син, Україно, з Донеччини. – Слов’янськ: «Вид-во «Маторін Б.І.», 2009. – 99 с. (6,25 др.арк.). 
3.5. Незабутній Володимир Сосюра: Літературно-критичні нариси. Статті. Листування. – Слов’янськ: Вид. Маторін Б.І., 2011. – С.255 (15,25 др. арк.)
3.6. Краєзнавці Донеччини: Біобібліографічний довідник. – Слов’янськ: Підприємець Б.І.Маторін, 2015. – 162 с. (10,25 др. арк.).
3.7. З історії вшанування Т.Г.Шевченка у Слов’янську. – Слов’янськ: Вид-во Б.І.Маторіна. – 2015. – 107 с.

### Вибрані твори
4.1. ТОМ 1. Слов’янськ літературний. – Слов’янськ: Видавець Маторін Б.І, 2011. - 383 с. (24 др. арк.). (Серія «Донеччина літературна»).
4.2. ТОМ 2. Незабутній Володимир Сосюра. - Слов’янськ: Видавець Маторін Б.І, 2011. - 255 с. (15,25 др. арк.). (Серія «Донеччина літературна»).
4.3. ТОМ 3. Література донецького краю. Г.П. Бойко. Л.М.Колесникова. В.С. Стус. І.С. Костиря. С.В.Жуковський. Літ.-крит. нариси.– Слов’янськ: Видавець Маторін Б.І, 2012. - 380 с. (24 др. арк.). (Серія «Донеччина літературна»).
4.4. ТОМ 4. Література донецького краю. Б.Л. Горбатов. П.А.Байдебура. М.О.Рибалко. Г.Ф.Кривда. Літ.-крит. нариси.– Слов’янськ: Видавець Маторін Б.І, 2015. - 319 с. (Серія «Донеччина літературна»).
4.5. ТОМ 5. Відомі письменники і Донеччина: біографічні та творчі зв’язки. - Слов’янськ: Видавець Маторін Б.І, (у роботі) (Серія «Донеччина літературна»).
4.6. ТОМ 6. Література донецького краю: Посібник для вчителя. – Слов’янськ: Вид-во Б.І.Маторіна, 2016. – 314 с. (Серія «Методика викладання літератури»).